# Трекате
Трекате (итал. Trecate) је насеље у Италији у округу Новара, региону Пијемонт.
Према процени из 2011. у насељу је живело 19430 становника. Насеље се налази на надморској висини од 137 м.

## Становништво
Према резултатима пописа становништва 2011. у општини је живело 19.856 становника.
| 1931.  | 1936. | 1951.  | 1961.  | 1971.  | 1981.  | 1991.  | 2001.  | 2011.  |
| ------ | ----- | ------ | ------ | ------ | ------ | ------ | ------ | ------ |
| 10.068 | 9.889 | 10.514 | 12.396 | 13.650 | 14.791 | 14.845 | 16.915 | 19.856 |